# Terminal de tránsito de Niagara Falls
La Terminal de tránsito de Niagara Falls está ubicada al sur de Bridge Street en Erie Avenue en Niagara Falls, Ontario, Canadá, directamente frente a la estación de tren de Niagara Falls.

## Servicios

### Autobuses locales
- Niagara Falls Transit
  - 102 hospitales
  - 104 Victoria Avenue
  - 108 Thorold Stone Road
  - 204 Victoria Avenue (tardes, domingos y festivos)

- WEGO[1]
  - Línea Verde

### Autobuses regionales
- GO Transit
  - 12 Niagara Falls/Toronto hasta la estación Burlington.

### Autobuses entre ciudades
- Megabús/Coach Canadá[2]
  - Toronto vía St. Catharines
- Greyhound Lines[3]
  - Toronto-Nueva York